# Rhytidoponera foveolata
Rhytidoponera foveolata é uma espécie de formiga do gênero Rhytidoponera.